# أوبريف أون رويان
أوبريف أون رويان (بالفرنسية: Auberives-en-Royans) هي بلدية في إقليم إزار بمنطقة أفيرن–رون ألب في جنوب شرق فرنسا.